# Michael Wood
Michael David Wood (Moston, Manchester, 23 de julho de 1948) é um historiador inglês formado pelo Oriel College da Universidade de Oxford e apresentador de documentários televisivos.

## Séries de televisão
- Great Railway Journeys (1980)
- In Search of... the Dark Ages (1981)
- Great Little Railways (episode 3) (1983)
- In Search of... The Trojan War (1985)
- Domesday: A Search for the Roots of England (1988)
- Art of the Western World (1989)
- Legacy: A Search for the Origins of Civilization (1992)
- In the Footsteps of Alexander the Great (1997)
- Conquistadors (2000)
- In Search of... Shakespeare (2003)
- In Search of... Myths and Heroes (2005)
- he Story of India (2007)
- In Search Of... Beowulf (2009)

## Documentários
- Saddam's Killing Fields (1993)
- Hitler's Search for the Holy Grail (1999)
- Gilbert White: Nature Man (2006)
- Christina: A Medieval Life (2008)